# Richard S Johnson
Carl Richard Stanley Johnson (Stockholm, 15 oktober 1976) is een professioneel golfer uit Zweden.
Richards grootvader is een Amerikaan die trouwde met een Zweedse en bleef in Zweden wonen.

## Professional
Richard S Johnson werd in 1998 professional. In 1999 won hij de Neuchâtel Trophy op de Challenge Tour met een laatste ronde van 64, gelijk aan het baanrecord. In 2002 won hij het ANZ Kampioenschap in Australië, dit toernooi telde ook mee voor de Europese PGA Tour. Sinds 2003 speelt hij op de PGA Tour, waar hij in 2006 in de top-50 stond. In 2008 was hij de beste op de US Bank Championship in Milwaukee, meteen ook zijn enige overwinning op de PGA Tour. Nadien zou hij vooral actief zijn op de Europese PGA Tour en de Web.com Tour. In 2010 eindigde hij op de 8ste plaats van het The Open Championship, een van de 4 majors.

### Overwinningen
| Jaar | Toernooi                          | Tour                                          |
| ---- | --------------------------------- | --------------------------------------------- |
| 1999 | Neuchâtel Open Golf Trophy        | Challenge Tour                                |
| 1999 | Kinnaborg Open                    | Telia Tour (Nordic League)                    |
| 2002 | ANZ Kampioenschap                 | Europese PGA Tour, Australaziatische PGA Tour |
| 2008 | US Bank Championship in Milwaukee | PGA Tour                                      |
| 2008 | Nordea SAS Masters                | Europese PGA Tour                             |

### Resultaten op deMajors
| Major                 | 1998 | 1999 | 2000 | 2001 | 2002 | 2003 | 2004 | 2005 | 2006 | 2007 | 2008 | 2009 | 2010 | 2011 | 2012 | 2013 | 2014 | 2015 | 2016 | 2017 | 2018 | 2019 | 2020 |
| --------------------- | ---- | ---- | ---- | ---- | ---- | ---- | ---- | ---- | ---- | ---- | ---- | ---- | ---- | ---- | ---- | ---- | ---- | ---- | ---- | ---- | ---- | ---- | ---- |
| U.S. Open             |      |      |      |      |      | CUT  |      |      |      |      |      |      |      |      |      |      |      |      |      |      |      |      |      |
| The Open Championship |      |      |      |      |      |      |      |      |      |      |      | T8   | T74  |      |      |      |      |      |      |      |      |      |      |
| PGA Championship      |      |      |      |      |      |      |      | CUT  | CUT  |      | CUT  |      |      |      |      |      |      |      |      |      |      |      |      |

CUT = miste de cut halverwege

### Resultaten op deWorld Golf Championships
| Toernooi             | 1998 | 1999 | 2000 | 2001 | 2002 | 2003 | 2004 | 2005 | 2006 | 2007 | 2008 | 2009 | 2010 | 2011 | 2012 | 2013 | 2014 | 2015 | 2016 | 2017 | 2018 | 2019 | 2020 |
| -------------------- | ---- | ---- | ---- | ---- | ---- | ---- | ---- | ---- | ---- | ---- | ---- | ---- | ---- | ---- | ---- | ---- | ---- | ---- | ---- | ---- | ---- | ---- | ---- |
| WGC Kampioenschap    |      |      |      |      |      |      |      |      |      |      |      |      |      |      |      |      |      |      |      |      |      |      |      |
| WGC Matchplay        |      |      |      |      |      |      |      |      |      |      |      |      |      |      |      |      |      |      |      |      |      |      |      |
| WGC Invitational     |      |      |      |      |      |      |      |      |      |      |      |      |      |      |      |      |      |      |      |      |      |      |      |
| WGC - HSBC Champions |      |      |      |      |      |      |      |      |      |      |      |      |      | T34  |      |      |      |      |      |      |      |      |      |